# Federico Ambrosio
Federico Ambrosio est un joueur international italien de rink hockey né en 1989. Il évolue, depuis 2018, au sein du club de Hockey Club Forte dei Marmi.

## Palmarès
En 2015, il participe au championnat du monde de rink hockey en France.
Meilleur buteur de la Ligue européenne de rink hockey 2016-2017 avec Amatori Lodi

## Référence
1. ↑  (pt) « Plantel », sur mundial2015.hoqueipt.com (consulté le 22 juin 2015)
2. ↑  « Composition de l’équipe d’Italie de Rink Hockey », sur mondialvendee2015.com (consulté le 22 juin 2015)